# ワールド極限ミステリー
『ワールド極限ミステリー』（ワールドきょくげんミステリー）は、TBS系列での日本のクイズドキュメンタリーバラエティ番組。2019年10月9日から2025年2月19日まで毎週水曜日 21:00 - 21:57（JST）に放送されていた。

## 概要
世界各国で起きた事件や事故を再現ドラマ形式で流し、VTRの途中に先の展開についてのクイズを出題しながら紹介していく番組である。海外の再現ドラマには番組の顔とも言えるアリス・フレミングが毎回出演しており、出演タレントの中では主演数も最多数かつ脇役としても度々エキストラ出演している。再現ドラマは尺が余ると何度か過去の放送分が再放送されているが、一部性犯罪絡みなどの過激な回は再放送が見送られ、またフレミングの出演回は現在では不適当なセクハラシーンがカットされている。またナレーションを務める沢城みゆきは当初、再現ドラマ内のフレミングの吹き替えとして参加していたが、後にナレーションとしても番組に参加するようになった。
水曜21時台がレギュラーのバラエティ番組枠になるのは、2010年11月から2011年7月まで放送された『くらべるくらべらー』（毎日放送制作）以来約8年3ヶ月ぶりとなる。
過去に8回特番で放送されており、第6弾までは『ワールド犯罪ミステリー』（ワールドはんざいミステリー）というタイトルで放送された。
放送開始当初から『東大王』（19時台）と『世界くらべてみたら』（20時台）と毎週交互に2〜4時間の拡大スペシャルとの編成になっており、通常時間で放送されたことは2020年10月現在一度のみで、2020年10月21日に番組初の通常編成が行われた。そのため放送頻度も月1～2回ペースとなっており、2020年3月には一度も放送されなかった。2022年2月は3回放送され、そのうち2回（2022年2月9日・16日）は通常編成で行われた。
2023年12月28日は、同局で放送されている特番『世界衝撃映像100連発 カメラが見た劇的瞬間』『笑える!泣ける!動物スクープ100連発』と、初のコラボ6時間SPを放送（18:00 - 23:43）。『動物スクープ』ブロックには『ワールド極限』MCの高島が出演し、『ワールド極限』ブロックには『衝撃映像』MCの草野仁が出演した。
2025年2月19日で終了。最終回では、ほとんどの新聞のテレビ欄に最終回の印がなく、番組の終了挨拶や終了を告知するナレーション、テロップも一切表示されずに終了した。4月からは「ニノなのに」がレギュラー放送。

### 備考
2023年3月22日は当初19:00 - 22:00に3時間SPを放送予定だったが、『WBC緊急放送 決勝 日本×アメリカ〜世界一の歓喜をもう一度!〜』を放送のため休止。同回は4月12日に変更して全国ネット枠として放送された。

## MC
- 恵俊彰（ホンジャマカ）
- 高島彩（フリーアナウンサー）

## 出演
- アリス・フレミング（再現ドラマレギュラー出演)

## 主なコーナー
美少女誘拐監禁事件シリーズ
- パイロット版の初回ワールド犯罪ミステリー時から開始された番組のメインコーナー。主にアメリカやヨーロッパで起きた少女誘拐監禁事件を再現ドラマ化したもの。誘拐監禁される被害者美少女役としてほぼ毎回アリス・フレミングが出演している。
- 谷まりあ主演の17歳天才美少女誘拐監禁事件＆7歳天才美少女誘拐監禁事件の二部構成以降1年間ほど放送されていなかったが、2022年3月9日放送分からシリーズが再開された。2019年4月17日の放送の再現ドラマ内でフレミング演じる人物が映画トップガンとトム・クルーズについて言及するシーンがあるが、後の2022年6月1日の放送分においてトップガン　マーヴェリックのPRの為にトム・クルーズ本人がVTR出演したが、これは偶然である。

恐怖の事件簿ミステリー&人体ビューティーミステリーシリーズ
- 放送回毎にランダムに選ばれたMCが人々の身近に起きた人体のミステリーを紹介するシリーズ。美少女誘拐事件シリーズに代わるフレミングの新たな主演シリーズで初回単独主演はフレミングが担当した。

猫救出シリーズ
- 車のトランクや井戸などに閉じ込められたり、迷子になった猫を人々が救出する感動のストーリーを扱うコーナー。

猫探しペット探偵シリーズ
- 迷子になった猫を探すペット探偵の活躍を再現ドラマ化したコーナー。

海外の事件シリーズ
- アメリカ、ヨーロッパ、韓国で起きた殺人、強盗、詐欺事件を再現ドラマ化したもの。

日本の事件シリーズ
- 日本で起きた主に結婚詐欺事件や強盗、夫婦間での浮気、軽犯罪などを紹介するもの。

監察医巽信二シリーズ
- 小手扮する監察医巽が実際に検死した事件を紹介。

名探偵松丸亮吾シリーズ
- アメリカの名探偵に扮した松丸が実際に起きた事件を推理する。シリーズだか一度しか放送されていない。

航空機ミステリーシリーズ
- 航空機関連の事故やハイジャック事件や航空会社の裏側などを紹介するコーナー。

都電ミステリーシリーズ
- 電車や駅ステーションの裏側を紹介するコーナー。

タイタニック号沈没事故シリーズ
- タイタニック号沈没事故で乗船していた乗客の生存への戦いを描いたシリーズ。複数回放送され、最終回の総集編のメインヒロインはフレミングが担当した。

クマ襲撃事件シリーズ
- 福岡大学ワンダーフォーゲル部ヒグマ事件とフレミングも出演した『オッター父娘グリズリー襲撃事件』と乗鞍岳クマ襲撃事件などを再現ドラマ化したもの。

浮気探偵シリーズ
- 遊井扮する浮気探偵が夫婦の浮気を暴いていくシリーズ。

## 放送リスト

### パイロット版
| 回 | 放送日   | 放送時間      | ゲスト                                                                                                 |
| -- | -------- | ------------- | --- |
| 1  | 1月10日  | 20:00 - 22:54 | 芦田愛菜、井浦新、窪田正孝、にゃんこスター、ブルゾンちえみ、萬田久子、山里亮太（南海キャンディーズ）   |
| 2  | 7月11日  | 20:00 - 23:10 | 岡副麻希、須田亜香里（SKE48）、田中美佐子、東国原英夫、ブルゾンちえみ、山里亮太（南海キャンディーズ）  |
| 3  | 9月19日  | 20:00 - 23:10 | 石原良純、岡副麻希、田中美佐子、福島善成（ガリットチュウ）、藤田ニコル、ブルゾンちえみ                 |
| 4  | 12月21日 | 20:00 - 22:54 | エリカ&マリナ、岡副麻希、田中美佐子、藤本美貴、山里亮太（南海キャンディーズ）、竜星涼 弁護士：三輪記子 |

| 回 | 放送日  | 放送時間      | ゲスト |
| -- | ------- | ------------- | --- |
| 5  | 4月17日 | 19:00 - 23:07 | 池田美優、神木隆之介、田中美佐子、中野美奈子、Mr.シャチホコ、山里亮太（南海キャンディーズ）                   |
| 6  | 5月22日 | 20:00 - 22:57 | 小倉優子、川田裕美、小手伸也、田中美佐子、菜々緒、山里亮太（南海キャンディーズ）                              |
| 7  | 7月10日 | 20:00 - 22:57 | 新井恵理那、アンミカ、小手伸也、澤部佑（ハライチ）、田中美佐子、中村倫也                                      |
| 8  | 8月28日 | 20:00 - 22:57 | 新井恵理那、澤部佑（ハライチ）、田中美佐子、バービー（フォーリンラブ）、平野紫耀（King & Prince）、矢田亜希子 |

### レギュラー版

#### 2019年
| 回 | 放送日   | ゲスト                                                                                              | 備考                          |
| -- | -------- | --------------------------------------------------------------------------------------------------- | ----------------------------- |
| 1  | 10月9日  | 及川光博、福士蒼汰、田中美佐子、ギャル曽根、Mr.シャチホコ、池田美優、新井恵理那、小宮浩信（三四郎） | 初回4時間SP （19:00 - 22:57） |
| 2  | 10月23日 | 伊沢拓司、小手伸也、しずちゃん（南海キャンディーズ）、田中美佐子、中野美奈子、中村アン              | 2時間SP （20:00 - 21:57）     |
| 3  | 11月13日 | 田中美佐子、鈴木福、若槻千夏、ギャル曽根、山里亮太（南海キャンディーズ）、阿部華也子                | 3時間SP （19:00 - 21:57）     |
| 4  | 11月27日 | 田中美佐子、石原良純、川田裕美、つるの剛士、谷まりあ 航空評論家：杉江弘                             | 2時間SP （21:00 - 22:57）     |
| 5  | 12月11日 | 田中美佐子、小峠英二（バイきんぐ）、菜々緒、王林（りんご娘）、岡副麻希、池田美優                    | 2時間SP （21:00 - 22:57）     |
| 6  | 12月25日 | 田中美佐子、IKKO、上白石萌歌、平野ノラ、岡副麻希、ゆきぽよ、小林豊（BOYS AND MEN）                  | 3時間SP （19:00 - 22:00）     |

#### 2020年
| 回 | 放送日   | ゲスト | 備考                             |
| -- | -------- | --- | -------------------------------- |
| 7  | 1月15日  | 田中美佐子、鈴木奈々、新井恵理那、竹内涼真、ナダル（コロコロチキチキペッパーズ）、松本穂香、伊沢拓司 | 3時間SP （20:00 - 22:57）        |
| 8  | 1月29日  | 矢田亜希子、田中美佐子、陣内智則、ギャル曽根、阿部華也子、ゆきぽよ | 2時間SP （20:00 - 21:57）        |
| 9  | 2月5日   | 澤部佑（ハライチ）、矢田亜希子、田中美佐子、雛形あきこ、新井恵理那、池田美優 | 3時間SP （19:00 - 21:57）        |
| 10 | 2月19日  | 藤森慎吾（オリエンタルラジオ）、田中美佐子、的場浩司、中野美奈子、中尾明慶、銀シャリ、村上佳菜子 UFO研究家：竹本良 超常現象研究家：山口敏太郎 イリュージョンゲスト：HARA | 2時間SP （21:00 - 22:57）        |
| 11 | 4月1日   | 安藤美姫、ISSA（DA PUMP）、岡副麻希、宮下草薙、田中美佐子、ゆきぽよ、YORI（DA PUMP） | 4時間SP （19:00 - 22:57）        |
| 12 | 4月22日  | 平野紫耀（King & Prince）、福士蒼汰、及川光博、井浦新、窪田正孝、菜々緒、上白石萌歌、田中美佐子、萬田久子、矢田亜希子、芦田愛菜、鈴木福、IKKO、小林豊、小手伸也、ギャル曽根、小倉優子、池田美優、ゆきぽよ、川田裕美、新井恵理那、岡副麻希、山里亮太（南海キャンディーズ）、澤部佑（ハライチ）、小宮浩信（三四郎）、Mr.シャチホコ、バービー（フォーリンラブ）、平野ノラ、アンゴラ村長（にゃんこスター）、ブルゾンちえみ | 特別版 4時間SP （19:00 - 22:57） |
| 13 | 5月20日  | 竹内涼真、平野紫耀（King & Prince）、菜々緒、松本穂香、田中美佐子、小手伸也、矢田亜希子、伊沢拓司、石原良純、小倉優子、鈴木奈々、王林（りんご娘）、川田裕美、新井恵理那、岡副麻希、山里亮太（南海キャンディーズ）、澤部佑（ハライチ）、小峠英二（バイきんぐ）、ナダル（コロコロチキチキペッパーズ）、バービー（フォーリンラブ）                                                                                        | 特別版 2時間SP （20:00 - 21:57)  |
| 14 | 6月3日   | 小峠英二（バイきんぐ）、かまいたち、池田美優、神木隆之介、菜々緒、田中美佐子、小手伸也、小倉優子、中野美奈子、川田裕美、Mr.シャチホコ、山里亮太（南海キャンディーズ） | 3時間SP （19:00 - 21:57)         |
| 15 | 6月17日  | 四千頭身、伊沢拓司、田中美佐子、生見愛瑠（めるる）、岡副麻希 | 2時間SP （20:00 - 21:57)         |
| 16 | 7月8日   | 片岡愛之助、田中美佐子、鷲見玲奈、カミナリ | 2時間SP （21:00 - 22:57)         |
| 17 | 7月15日  | 及川光博、田中美佐子、関口メンディー（GENERATIONS from EXILE TRIBE）、小森隼（GENERATIONS from EXILE TRIBE）、生見愛瑠、ミキ、岡副麻希 VTR出演：コロコロチキチキペッパーズ、中井りか（NGT48） | 3時間SP （19:00 - 21:57)         |
| 18 | 8月5日   | 市川猿之助、フワちゃん、3時のヒロイン、片寄涼太（GENERATIONS from EXILE TRIBE）、田中美佐子、中野美奈子 VTR出演：中村静香 | 2時間SP （20:00 - 21:57)         |
| 19 | 9月2日   | 児嶋一哉（アンジャッシュ）、鷲見玲奈、瀧川鯉斗、田中美佐子、ティモンディ、矢田亜希子、ゆきぽよ | 2時間SP （21:00 - 22:57)         |
| 20 | 9月16日  | 石黒賢、佐藤勝利（Sexy Zone）、田中美佐子、山之内すず、3時のヒロイン、中野美奈子 VTR出演：ゆきぽよ、ティモンディ、森田哲矢（さらば青春の光）、みちお（トム・ブラウン） | 2時間SP （20:00 - 21:57)         |
| 21 | 9月30日  | 小芝風花、島崎遥香、RIKU（THE RAMPAGE from EXILE TRIBE）、陣（THE RAMPAGE from EXILE TRIBE）、児嶋一哉（アンジャッシュ）、ゆきぽよ、横澤夏子 VTR出演：永井大、高橋光臣、小林豊（BOYS AND MEN）、勇翔（BOYS AND MEN）、セヨン（MYNAME）、磯山さやか、庄司智春 | 3時間SP （19:00 - 21:57)         |
| 22 | 10月14日 | 岡副麻希、ギャル曽根、髙地優吾（SixTONES）、田中美佐子、丸山礼、四千頭身 VTR出演：高橋ユウ、谷まりあ、土屋アンナ、ゆきぽよ、LiLiCo | 2時間SP （21:00 - 22:57)         |
| 23 | 10月21日 | 仲里依紗、小峠英二（バイきんぐ）、増田貴久（NEWS）、朝日奈央、岡副麻希 VTR出演：谷まりあ | ゴールデン進出後初の通常放送。   |
| 24 | 11月4日  | 岡副麻希、菊池風磨（Sexy Zone）、高橋茂雄（サバンナ）、鈴木紗理奈、松井珠理奈（SKE48） VTR出演：小手伸也、鳥居みゆき |                                  |
| 25 | 12月2日  | ギャル曽根、小峠英二（バイきんぐ）、DAIGO、寺田心、土佐兄弟、中野美奈子 VTR出演：小手伸也、武田真治、松丸亮吾 | 3時間SP （19:00 - 21:57)         |

#### 2021年
| 回 | 放送日   | ゲスト | 備考                     |
| -- | -------- | --- | ------------------------ |
| 26 | 1月20日  | 市川猿之助、岡副麻希、児嶋一哉（アンジャッシュ）、小園凌央、土佐兄弟、生見愛瑠、道枝駿佑（なにわ男子 / 関西ジャニーズJr.）、森崎ウィン VTR出演：丸山礼            | 3時間SP （19:00 - 21:57) |
| 27 | 2月3日   | 神尾楓珠、川田裕美、DAIGO、藤田ニコル、ぺこぱ、四千頭身 | 2時間SP （20:00 - 21:57) |
| 28 | 3月3日   | 百田夏菜子（ももいろクローバーZ）、DAIGO、朝日奈央、藤田ニコル、マヂカルラブリー、中野美奈子 プレゼンター：ナオキマン VTR出演：安藤なつ（メイプル超合金）、丸山礼 | 2時間SP （21:00 - 22:57) |
| 29 | 4月7日   | 岡副麻希、河北麻友子、DAIGO、藤田ニコル、ティモンディ、生見愛瑠、目黒蓮（Snow Man） VTR出演：ゴンゾー                                                             | 3時間SP （20:00 - 22:57) |
| 30 | 4月21日  | DAIGO、矢田亜希子、鈴鹿央士、朝日奈央、児嶋一哉（アンジャッシュ）、ハナコ、岡副麻希 VTR出演：土佐兄弟                                                             | 2時間SP （20:00 - 21:57) |
| 31 | 5月12日  | 田中樹（SixTONES）、四千頭身、DAIGO、藤田ニコル、鷲見玲奈、鈴木絢音（乃木坂46）                                                                                   | 2時間SP （20:00 - 21:57) |
| 32 | 5月26日  | 市川猿之助、IKKO、藤田ニコル、山之内すず、四千頭身、中川絵美里 | 2時間SP （20:00 - 21:57) |
| 33 | 6月16日  | 長嶋一茂、塚田僚一（A.B.C-Z）、木村昴、朝日奈央、王林（りんご娘）、小峠英二（バイきんぐ）、柴田阿弥 専門家：白輪剛史                                              | 3時間SP （19:00 - 21:57) |
| 34 | 6月30日  | 要潤、朝日奈央、藤田ニコル、川田裕美、児嶋一哉（アンジャッシュ）、おいでやす小田、四千頭身 VTRゲスト：おいでやすこが、ジェラードン                                | 2時間SP （20:00 - 21:57) |
| 35 | 7月7日   | 長嶋一茂、ラウール（Snow Man）、吉川愛、井上咲楽、岡副麻希、ハナコ                                                                                                | 2時間SP （21:00 - 22:57) |
| 36 | 8月4日   | 横尾渉（Kis-My-Ft2）、児嶋一哉（アンジャッシュ）、朝日奈央、王林、小池成、高見侑里、ハナコ VTRゲスト：ハナコ、武田真治 専門家：白輪剛史、藤原博史                 | 2時間SP （21:00 - 22:57) |
| 37 | 8月11日  | 市川猿之助、田中樹（SixTONES）、IKKO、生見愛瑠、四千頭身、谷尻萌                                                                                                  | 2時間SP （20:00 - 21:57) |
| 38 | 9月8日   | IKKO、宮舘涼太（Snow Man）、ギャル曽根、小池美波（櫻坂46）、松田里奈（櫻坂46）、川田裕美、すゑひろがりず                                                          | 2時間SP （20:00 - 21:57) |
| 39 | 10月13日 | 仲村トオル、松下洸平、髙地優吾（SixTONES）、堀田茜、渡邉理佐（櫻坂46）、川田裕美、ハナコ                                                                          | 2時間SP （20:00 - 21:57) |
| 40 | 10月27日 | 三田寛子、IKKO、田中樹（SixTONES）、岡副麻希、3時のヒロイン、丸山礼 VTRゲスト：宮地真緒 専門家：塚本浩、永尾光一                                                  | 2時間SP （21:00 - 22:57) |
| 41 | 11月10日 | 市川猿之助、ジェシー（SixTONES）、藤田ニコル、秋元真夏（乃木坂46）、鷲見玲奈、おいでやす小田                                                                      | 3時間SP （19:00 - 21:57) |
| 42 | 12月8日  | ウエンツ瑛士、水谷隼、高城れに（ももいろクローバーZ）、朝日奈央、ギャル曽根、陣内智則、岡副麻希 コーナーゲスト：ナオキマン                                        | 3時間SP （19:00 - 21:57) |

#### 2022年
| 回 | 放送日   | ゲスト | 備考                       |
| -- | -------- | --- | -------------------------- |
| 43 | 1月19日  | 市川猿之助、桐山照史（ジャニーズWEST）、岡田結実、川田裕美、丸山礼、片寄涼太（GENERATIONS from EXILE TRIBE）、フワちゃん VTRゲスト：遊井亮子          | 3時間SP （19:00 - 21:57)   |
| 44 | 2月2日   | 児嶋一哉（アンジャッシュ）、田中樹（SixTONES）、若槻千夏、生見愛瑠、岡副麻希、Aマッソ                                                                 | 2時間SP （21:00 - 22:57)   |
| 45 | 2月9日   | 朝日奈央、王林、木村昴、小峠英二（バイきんぐ）、柴田阿弥、長嶋一茂                                                                                    |                            |
| 46 | 2月16日  | 京本大我（SixTONES）、市川猿之助、阿佐ヶ谷姉妹、川田裕美                                                                                              |                            |
| 47 | 3月9日   | IKKO、髙地優吾（SixTONES）、岡副麻希、丸山礼、3時のヒロイン                                                                                           |                            |
| 48 | 3月16日  | 藤原竜也、児嶋一哉（アンジャッシュ）、岡副麻希、ガンバレルーヤ、丸山礼                                                                                | 2時間SP （21:00 - 22:57)   |
| 49 | 4月13日  | 王林、小峠英二（バイきんぐ）、新内眞衣、高城れに（ももいろクローバーZ）、高橋メアリージュン、田中樹（SixTONES）、中川翔子 VTRゲスト：NAOKIMAN         | 3時間SP （19:00 - 21:57)   |
| 50 | 4月27日  | ジェシー（SixTONES）、矢田亜希子、生見愛瑠、阿部華也子、3時のヒロイン、Aマッソ VTRゲスト：堀田茜、遊井亮子                                            | 2時間SP （20:00 - 21:57)   |
| 51 | 5月18日  | 田中樹（SixTONES）、磯山さやか、河北麻友子、ギャル曽根、皆藤愛子 VTRゲスト：田中美奈子、鈴木福                                                        | 2時間SP （20:00 - 21:57)   |
| 52 | 6月1日   | 田中樹（SixTONES）、中川翔子、ゆうちゃみ、潮田玲子、ぺこぱ VTRゲスト：小手伸也、トム・クルーズ                                                        | 2時間SP （20:00 - 21:57)   |
| 53 | 6月15日  | 田中樹（SixTONES）、池田美優、王林、Aマッソ、柴田阿弥 VTRゲスト：宮地真緒、金の国                                                                     | 2時間SP （20:00 - 21:57)   |
| 54 | 7月27日  | 髙地優吾（SixTONES）、加藤清史郎、高城れに（ももいろクローバーZ）、中川翔子、錦鯉、ゆうちゃみ、近藤千尋、坂口佳穗 VTRゲスト：高岸宏行（ティモンディ） | 3時間SP （19:00 - 21:57)   |
| 55 | 8月17日  | 田中樹（SixTONES）、生見愛瑠、朝日奈央、児嶋一哉（アンジャッシュ）、谷尻萌 VTRゲスト：遊井亮子、小手伸也                                              | 2時間SP （21:00 - 22:57)   |
| 56 | 9月14日  | 赤楚衛二、後藤真希、井桁弘恵、ぺこぱ、皆藤愛子、Aマッソ                                                                                               | 2時間SP （21:00 - 22:57)   |
| 57 | 10月12日 | 綱啓永、八村倫太郎、森愁斗、河北麻友子、朝日奈央、岡副麻希、ハナコ VTRゲスト：遊井亮子、菊田竜大（ハナコ）                                            | 2時間SP （20:00 - 21:57)   |
| 58 | 11月16日 | 田中樹（SixTONES）、陣内智則、中川翔子、河北麻友子、ゆうちゃみ、潮田玲子 専門家：鈴木エイト VTRゲスト：遊井亮子、中村静香                             | 1時間半SP （20:30 - 21:57) |
| 59 | 11月23日 | 河北麻友子、川田裕美、武田真治、丸山礼、村重杏奈 専門家：鈴木エイト VTRゲスト：遊井亮子、菊田竜大（ハナコ）                                           | 2時間SP （21:00 - 22:57)   |
| 60 | 12月7日  | 岡副麻希、蛙亭、DAIGO、丸山礼、村上佳菜子 中継ゲスト：宮下草薙、三上丈晴（月刊ムー編集長）、ホ・ジュン                                                | 3時間SP （19:00 - 21:57)   |

#### 2023年
| 回 | 放送日   | ゲスト | 備考                     |
| -- | -------- | --- | ------------------------ |
| 61 | 1月25日  | 田中樹（SixTONES）、久間田琳加、王林、福田麻貴（3時のヒロイン）、かなで（3時のヒロイン）、ねお、谷尻萌 VTRゲスト：遊井亮子、酒井貴士（ザ・マミィ） | 2時間SP （20:00 - 21:57) |
| 62 | 2月1日   | 藤井流星（ジャニーズWEST）、ぺこぱ、高橋真麻、ギャル曽根、磯貝初奈                                                                                 |                          |
| 63 | 2月8日   | 高橋恭平（なにわ男子）、本田望結、村山輝星、ギャル曽根、神田愛花 VTRゲスト：武田真治                                                               |                          |
| 64 | 3月15日  | 井本彩花、髙地優吾（SixTONES）、高見侑里、高山一実、丸山礼                                                                                         | 2時間SP （21:00 - 22:57) |
| 65 | 4月12日  | 川田裕美、高城れに（ももいろクローバーZ）、中川翔子、宮下草薙、森迫永依 マジシャンゲスト：マジシャン先生                                           | 3時間SP （19:00 - 21:57) |
| 66 | 5月10日  | アンミカ、潮田玲子、田中樹（SixTONES）、本田仁美（AKB48）、Matt、丸山礼 VTRゲスト：遊井亮子、村上健志（フルーツポンチ）                            | 3時間SP （19:00 - 21:57) |
| 67 | 5月31日  | アンミカ 、高橋文哉、本田仁美（AKB48）、Matt、高見侑里、豆鉄砲 VTRゲスト：宮地真緒                                                                 |                          |
| 68 | 6月14日  | 田中樹（SixTONES）、桜井日奈子、松村沙友理、丸山礼、陣内智則、中川絵美里 VTR出演：鈴木福、本田望結 スタジオ出演：赤堀愛果、白百合慶祐              | 3時間SP （19:00 - 21:57) |
| 69 | 7月19日  | 村重杏奈、村山輝星、ハナコ、新内眞衣 VTRゲスト：中村静香、高橋ユウ                                                                                 |                          |
| 70 | 7月26日  | 村山輝星、ギャル曽根、神田愛花、陣内智則、3時のヒロイン                                                                                            |                          |
| 71 | 8月9日   | 田中樹（SixTONES）、矢田亜希子、大園玲（櫻坂46）、村重杏奈、モモコグミカンパニー、潮田玲子 VTRゲスト：遊井亮子                                     | 3時間SP （19:00 - 21:57) |
| 72 | 9月6日   | 田中樹（SixTONES）、井上咲楽、潮田玲子、ハナコ |                          |
| 73 | 9月13日  | 田中樹（SixTONES）、市川猿弥、川田裕美、丸山礼 専門家：秋山博康（元徳島県警捜査一課刑事） VTRゲスト：小林きな子、菊田竜大（ハナコ）                |                          |
| 74 | 9月20日  | 田中樹（SixTONES）、ギャル曽根、ニューヨーク、高見侑里 専門家：笹川隆広（御嶽山火山マイスター）                                                    |                          |
| 75 | 10月11日 | 児嶋一哉（アンジャッシュ）、本田望結、ギャル曽根、新内眞衣、藤江萌 VTRゲスト：ザ・マミィ、宮下兼史鷹（宮下草薙） 専門家：岩山健一（一級建築士）    |                          |
| 76 | 10月18日 | 松村北斗（SixTONES）、井上咲楽、倉持明日香、高見侑里                                                                                               |                          |
| 77 | 10月25日 | K（&TEAM）、YUMA（&TEAM）、池田美優、新内眞衣、ねお 専門家：菊地幸夫（弁護士）                                                                     |                          |
| 78 | 11月1日  | 児嶋一哉（アンジャッシュ）、池田美優、潮田玲子、ギャル曽根、ワタリ119                                                                              |                          |
| 79 | 11月15日 | ジェシー（SixTONES）、本田望結、村重杏奈、ギャル曽根、川田裕美、陣内智則 VTR出演：村山輝星、Mr.マリック スタジオ出演：TAKUYA（マジシャン）         | 3時間SP （19:00 - 21:57) |
| 80 | 11月29日 | ジェシー（SixTONES）、森崎ウィン、ギャル曽根、村重杏奈、吉川七瀬、池田美優、中野美奈子 専門家：秋山博康（元徳島県警捜査一課刑事）                  |                          |
| 81 | 12月13日 | 村山輝星、中川翔子、朝日奈央、潮田玲子、錦鯉 VTR出演：加藤登紀子、コヤッキースタジオ、たっくーTVれいでぃお、Naokiman、ワタリ119                    | 3時間SP （19:00 - 21:57) |

#### 2024年
| 回  | 放送日   | ゲスト | 備考                       |
| --- | -------- | --- | -------------------------- |
| 82  | 1月10日  | 田中樹（SixTONES）、髙地優吾（SixTONES）、道枝駿佑（なにわ男子）、森崎ウィン、生見愛瑠、藤田ニコル、鷲見玲奈、高山一実、DAIGO、児嶋一哉(アンジャッシュ）、高見侑里、丸山礼、岡副麻希、土佐兄弟 | 20分拡大 （20:40 - 21:57)  |
| 83  | 1月17日  | 森本慎太郎（SixTONES）、村山輝星、川田裕美、丸山礼 専門家：秋山博康（元徳島県警捜査一課刑事） VTR出演：遊井亮子                                                                                |                            |
| 84  | 1月24日  | 市原隼人、森本慎太郎（SixTONES）、村山輝星、中川翔子、潮田玲子 専門家：秋山博康（元徳島県警捜査一課刑事） VTR出演：土屋アンナ                                                                  |                            |
| 85  | 1月31日  | 王林、河北麻友子、川田裕美、武田真治、丸山礼 |                            |
| 86  | 2月7日   | 森崎ウィン、村重杏奈、ギャル曽根、吉川七瀬 VTRゲスト：CRAZY COCO | 6分拡大 （20:54 - 21:57)   |
| 87  | 2月14日  | アンミカ、松村北斗（SixTONES）、村重杏奈、井上咲楽、鷲見玲奈、モモコグミカンパニー |                            |
| 88  | 2月21日  | 佐久間大介（Snow Man）、アンミカ、中岡創一（ロッチ）、矢田亜希子、潮田玲子 | 6分拡大 （20:54 - 21:57)   |
| 89  | 3月20日  | 森本慎太郎（SixTONES）、木村昴、伊沢拓司、村重杏奈、新内眞衣 VTR出演：一ノ瀬ワタル、新子景視                                                                                                   | 3時間SP （19:00 - 21:57)   |
| 90  | 4月10日  | アンミカ、井上咲楽、陣内智則、新内眞衣、ねお | 2時間SP （20:50 - 22:57)   |
| 91  | 4月24日  | 森崎ウィン、村重杏奈、ギャル曽根、神田愛花 VTR出演：由美かおる | 10分拡大 （20:50 - 21:58)  |
| 92  | 5月8日   | 髙地優吾（SixTONES）、松村沙友理、新井恵理那、ぱーてぃーちゃん | 20分拡大 （20:40 - 21:58)  |
| 93  | 5月22日  | 髙橋海人（King & Prince）、堀田真由、村山輝星、川田裕美、モモコグミカンパニー | 6分拡大 （20:54 - 21:58)   |
| 94  | 5月29日  | 森崎ウィン、村重杏奈、新井恵理那、柏木由紀、佐藤和奏 | 10分拡大 （20:50 - 21:58)  |
| 95  | 7月3日   | 錦鯉、モグライダー、ゆうちゃみ、平野ノラ、川田裕美 VTRゲスト：あばれる君、三上丈晴（ムー編集長）                                                                                               | 9分拡大 （21:50 - 22:57)   |
| 96  | 8月14日  | 髙地優吾（SixTONES）、森崎ウィン、IKKO、柏木由紀、安斉星来、新井恵理那 VTRゲスト：伊沢拓司、すがちゃん最高No.1（ぱーてぃーちゃん）、中村静香                                                   | 3時間SP （19:00 - 21:58)   |
| 97  | 9月5日   | 別所哲也、IKKO、正門良規（Aぇ! group）、潮紗理菜、ねお VTRゲスト：ウルフ・アロン、長谷川雅紀（錦鯉）、ワタリ119                                                                                | 3時間SP （19:00 - 21:58)   |
| 98  | 10月2日  | 佐藤仁美、小関裕太、村山輝星、川田裕美、おじゃす、村重マリア VTRゲスト：近藤真彦、やす子、ワタリ119、ナオキマン                                                                                | 3時間半SP（18:30 - 21:58） |
| 99  | 10月23日 | 矢田亜希子、那須雄登（美 少年）、村重杏奈、陣内智則、鷲見玲奈、サンシャイン池崎、福留光帆 VTRゲスト：モーリー・ロバートソン                                                                    | 2時間SP（20:54 - 22:57）   |
| 100 | 11月20日 | 松島聡（timelesz）、磯山さやか、川田裕美、ねお、ひまひま、ヤーレンズ VTRゲスト：小林星蘭、堀田茜                                                                                               | 6分拡大（20:54 - 21:58）   |
| 101 | 12月11日 | 浅野ゆう子、坂東龍汰、佐藤大空、後藤真希、松村沙友理、神田愛花、伊沢拓司 VTRゲスト：亜生（ミキ）                                                                                               | 3時間SP（19:00 - 21:58）   |

#### 2025年
| 回  | 放送日  | ゲスト | 備考                      |
| --- | ------- | --- | ------------------------- |
| 102 | 1月22日 | 浮所飛貴（美 少年）、深川麻衣、高橋ユウ、伊沢拓司、後藤晴菜 VTRゲスト：酒井貴士（ザ・マミィ）、長谷川雅紀（錦鯉） | 15分拡大 （20:45 - 21:58) |
| 103 | 2月19日 | 迫田孝也、髙橋ひかる、村上佳菜子、柏木由紀、川田裕美                                                              | 30分拡大 （20:30 - 21:58) |

### 特別版
| 放送日             | 放送時間      | タイトル                                                              | 出演 |
| ------------------ | ------------- | --------------------------------------------------------------------- | --- |
| 12月28日（木曜日） | 18:00 - 23:43 | 衝撃映像100連発&動物スクープ&極限ミステリー…人気映像番組合体230連発SP | 『衝撃映像』ブロック（18:00 - 20:40） MC：千原ジュニア、草野仁 パネラー：井上咲楽、おいでやす小田、河野純喜（JO1）、ファーストサマーウイカ 『動物スクープ』ブロック（20:40 - 22:30） MC：博多大吉 進行：日比麻音子（TBSアナウンサー） スタジオゲスト：荒川（エルフ）、Aマッソ、北村匠海、きつね、高島彩、山口もえ 『ワールド極限』ブロック（22:30 - 23:43） MC：恵俊彰、高島彩 スタジオゲスト：一ノ瀬ワタル、井上咲楽、草野仁、サンシャイン池崎、重岡大毅（WEST.）、吉川七瀬 |

## ネット局
- 前番組の『水トク!』からの名残による全編ローカルセールス枠（TBS系列では1982年開始の『そこが知りたい』から夜のローカルセールス枠を設けている）のため、TBSテレビ以外のネット局では編成の都合により臨時非ネットもしくは後日遅れネットとなる場合がある。なお以前の全編ローカルセールス枠である21時台のレギュラー番組は『開運!なんでも鑑定団』（テレビ東京）のみであり、在京4系列ではTBS系列以外も含め当番組が初めてである。
- 当番組が19時開始の3時間スペシャル放送時は19時台に自社制作番組を放送する局では20時からの短縮版をTBSテレビからの裏送り同時ネットで放送する場合があり、19時開始の4時間スペシャルまたは21時開始の2時間スペシャル放送時は、『JNNフラッシュニュース』内包番組となり、21:58までは上記の体裁に準じるが、21:58以降はネットワークセールス枠となるためその枠のみを飛び乗りで放送する場合がある。

| 放送対象地域   | 放送局                    | 系列    | 放送時間           | ネット状況 | 備考              |
| -------------- | ------------------------- | ------- | ------------------ | ---------- | ----------------- |
| 関東広域圏     | TBSテレビ（TBS）          | TBS系列 | 水曜 21:00 - 21:57 | 【制作局】 | 【制作局】        |
| 北海道         | 北海道放送（HBC）         | TBS系列 | 水曜 21:00 - 21:57 | 同時ネット |                   |
| 青森県         | 青森テレビ（ATV）         | TBS系列 | 水曜 21:00 - 21:57 | 同時ネット |                   |
| 岩手県         | IBC岩手放送（IBC）        | TBS系列 | 水曜 21:00 - 21:57 | 同時ネット | [ 注 7 ]          |
| 宮城県         | 東北放送（tbc）           | TBS系列 | 水曜 21:00 - 21:57 | 同時ネット |                   |
| 山形県         | テレビユー山形（TUY）     | TBS系列 | 水曜 21:00 - 21:57 | 同時ネット |                   |
| 福島県         | テレビユー福島（TUF）     | TBS系列 | 水曜 21:00 - 21:57 | 同時ネット |                   |
| 山梨県         | テレビ山梨（UTY）         | TBS系列 | 水曜 21:00 - 21:57 | 同時ネット |                   |
| 新潟県         | 新潟放送（BSN）           | TBS系列 | 水曜 21:00 - 21:57 | 同時ネット | [ 注 7 ]          |
| 長野県         | 信越放送（SBC）           | TBS系列 | 水曜 21:00 - 21:57 | 同時ネット | [ 注 7 ]          |
| 静岡県         | 静岡放送（SBS）           | TBS系列 | 水曜 21:00 - 21:57 | 同時ネット |                   |
| 富山県         | チューリップテレビ（TUT） | TBS系列 | 水曜 21:00 - 21:57 | 同時ネット |                   |
| 石川県         | 北陸放送（MRO）           | TBS系列 | 水曜 21:00 - 21:57 | 同時ネット | [ 注 7 ]          |
| 中京広域圏     | CBCテレビ（CBC）          | TBS系列 | 水曜 21:00 - 21:57 | 同時ネット |                   |
| 近畿広域圏     | 毎日放送（MBS）           | TBS系列 | 水曜 21:00 - 21:57 | 同時ネット | [ 注 8 ]          |
| 鳥取県・島根県 | 山陰放送（BSS）           | TBS系列 | 水曜 21:00 - 21:57 | 同時ネット |                   |
| 広島県         | 中国放送（RCC）           | TBS系列 | 水曜 21:00 - 21:57 | 同時ネット |                   |
| 山口県         | テレビ山口（tys）         | TBS系列 | 水曜 21:00 - 21:57 | 同時ネット |                   |
| 愛媛県         | あいテレビ（itv）         | TBS系列 | 水曜 21:00 - 21:57 | 同時ネット | [ 注 7 ]          |
| 高知県         | テレビ高知（KUTV）        | TBS系列 | 水曜 21:00 - 21:57 | 同時ネット | [ 注 7 ]          |
| 福岡県         | RKB毎日放送（RKB）        | TBS系列 | 水曜 21:00 - 21:57 | 同時ネット |                   |
| 長崎県         | 長崎放送（NBC）           | TBS系列 | 水曜 21:00 - 21:57 | 同時ネット | [ 注 7 ]          |
| 大分県         | 大分放送（OBS）           | TBS系列 | 水曜 21:00 - 21:57 | 同時ネット | [ 注 7 ]          |
| 岡山県・香川県 | RSK山陽放送（RSK）        | TBS系列 | 不定期放送         | 遅れネット | [ 注 7 ] [ 注 9 ] |
| 熊本県         | 熊本放送（RKK）           | TBS系列 | 不定期放送         | 遅れネット |                   |
| 宮崎県         | 宮崎放送（MRT）           | TBS系列 | 不定期放送         | 遅れネット | [ 注 7 ]          |
| 鹿児島県       | 南日本放送（MBC）         | TBS系列 | 不定期放送         | 遅れネット | [ 注 7 ]          |
| 沖縄県         | 琉球放送（RBC）           | TBS系列 | 不定期放送         | 遅れネット | [ 注 7 ]          |

## スタッフ

### レギュラー版
- ナレーター：クリス・ペプラー／あおい洋一郎／大塚芳忠／沢城みゆき／木村昴
- 撮影：三浦貴広（イメージランド）、密谷司、日暮純（plus02）、嘉本哲也
- 構成︰川原慶太郎、堀江利幸、ビル坂恵
- TP：山下悠介
- SW：上田軌行、宮崎健司
- CAM：藤本伸一、吉川和彦
- VE：土井理沙
- MIX：本間祥吾、浮所哲也
- LD：遠藤和俊、富井泰良
- 美術プロデューサー：森健彦（一時離脱→復帰）
- 美術デザイン：坪田幸之
- アートディレクター：山口武治（以前は美術進行）
- 大道具製作：岩崎隆史
- 大道具操作：佐藤隆弘
- アクリル装飾：﨑野実咲（以前は電飾）
- 技術協力：ニユーテレス
- 美術協力：フジアール（ロケ美術の回あり）
- メイク：ビューマックス、熊田美和子、小倉まゆり
- 音響効果：北澤亨
- TK：TBG
- 編集：今野友貴、木元雄大、高木宏輔（ヌーベルアージュ）
- MA：高山元（ヌーベルアージュ）
- オフライン編集：耳井啓明（SAIRO、以前は助監督）
- CG：DRAGON POO PICTURES、浅野丈、デキサ、今井正人、タカミトモトシ（以前はイラスト）
- イラスト：グレートインターナショナル、アクア、リトルベア、雑賀建郎、吉田友和
- ロケ技術：イメージランド、fps Progress、plus02、ワークビジョン、だだだ、クロステレビビジョン、mabu、株式会社ヴィュー、株式会社ライズ・アップ
- リサーチ：清山智絵、石川由美子、太田悠晴、JFK
- 編成：河本恭平、福間寛子
- 宣伝：豊泉真由、高岸奈々子、糸井桂子
- 配信：石橋茉美
- 照明：根建勝広
- 撮影助手：二川香綾
- 特殊造形：大森敦史
- 制作：大久保岳、安藤梓、菅沼公明、平岡友哉、響場琴巳、東稜太、藤原健一、須永桂太、長篤志
- 助監督：中村幸貴、寺垣亮太、冨田大策
- AD：佐藤美由香、菊池夢香、菊川裕二、近寛子、柏崎風太、細川紀香、西木一哉、鷹箸れもん、大日方凱
- デスク：平野千菜美
- FD：濵野英典
- AP：村上万奈、新島のどか、矢澤永吉（矢澤→以前はAD）
- ディレクター：小泉開波・加賀谷健吾（以前はスタジオ・VTR演出）、芝崎志穂、桑原慶介（桑原→一時離脱→復帰）、照屋航大（照屋→以前はAD→VTR演出）
- スタジオ演出：中広周平（以前はディレクター）、高橋洋一、千葉龍（以前はディレクター）、高梨智子（高梨→以前はVTR演出→一時離脱→復帰）
- VTR演出：萩原由美、関谷倫寿（以前はディレクター）、佐々木繁雄（以前はスタジオ演出）、佐藤大空（以前はAD→ディレクター）、柴田貴幸、山本結城（山本→以前はスタジオ演出）
- 演出：田島与真
- プロデューサー：渡邊宏、内田安妃子、森美恵子、荒井美妃
- 制作協力：COLABORATION、モンスターフォース、ドットフレーム、フレッシュハーツ、虹
- 製作：CRIMSON、TBS

過去のスタッフ
- 撮影：永石秀行（だだだ）、倉島健一（fps Progress）、南谷浩之（volare）、田邉顕司（SAIRO）、成田伸二
- 構成：安江渡、土橋敬弘、やすけいいち、及川真実、堀江志津、下平文子、尾崎悟史（尾崎→一時離脱→復帰）
- TP：深谷高史
- TM：荒木健一、森和哉
- TD：米山亨
- CAM：鈴木菜奈、横山政照
- VE：鈴木昭平、齋藤雄一
- 美術プロデューサー：山口智広
- デザイン：森田光俊
- アートディレクター：太田菜摘
- 美術進行：高田修二、小栗綾介
- アートコーディネーター：今井隆之、河島那菜（以前は美術進行）
- アクリル装飾：相田雄一、田形渚、鈴木健也
- 電飾：中みつ子、斉藤誠二
- メイク：清水彩美
- スタイリスト：森内陽子
- 編集：蒲澤悠太・藤島大輔・斉藤良太・須川浩之・相馬貴志・石鍋孝敏・島田金治・正岡卓哉・庄司裕・服部一太・千葉雄斗・山門晃（ヌーベルアージュ）
- CG：山口将史、カロス
- ロケ技術：Yancey Hudson、青柳邦信、柳ケ瀬善夫、volare、千代田ビデオ、SAIRO、Fiori、ティ・ピー・ブレーン
- 音声：武山智則（volare）
- リサーチ：28Lab、松江ヴィオレッタ
- 編成：宮崎陽央、上田淳也、矢野大亮、高市廉、寺田淳史、吉田健一
- 宣伝：河野裕之、小泉美果、多賀名千尋
- 配信：塩川篤史
- 照明：樋田雅博、藤井貴浩
- 撮影助手：山崎航平
- 照明助手：渡嘉敷真悟
- 助監督：秋山友希、山本梨央、宮下健作
- デスク：椿美貴子
- 制作：和田紳助、谷川詩織
- AD：濵田知佳、滝瀬彩花、端村歩乃花、ビセンテきよし、園川雄志、中村祐輝、大平賢治、檜森俊太、手塚由実、本田稔、長澤優佑、荒木麻衣、平川こころ、比嘉あいか、四村唯、山崎源大
- FD：須田歩実、阿部りお、佐藤光
- AP：許雅琪、前田泰一郎
- ディレクター：中間拓郎、吉田太地、若林倫也、鎌田紀洋、城館徳、島崎真人、永井洋之
- スタジオ演出：田辺純平、次郎垣内保、諏訪陽介
- VTR演出：及川博則、山口ヒロキ、丹治哲雄、浅野克己、小川直哉、仁岡正明、國弘明子
- プロデューサー：村上浩美、永井清、菅沼公明、芦谷譲、須山英治、戸山一成（以前は制作担当）、松井徹、小口幸裕、松岡満枝
- 制作協力：ライス、エー・スタッフ

### パイロット版
第8弾
- ナレーター：大塚芳忠／クリス・ペプラー／窪田等
- 撮影:三浦貴広（イメージランド）
- 構成:及川真実、ビル坂恵、堀江志津、土橋敬弘
- TP:深谷高史、山下悠介
- SW:宮崎健司
- CAM:横山政照
- VE:斎藤雄一
- MIX:本間祥吾
- LD:根岸朋之
- 美術プロデューサー:森健彦
- 美術デザイン:坪田幸之、岡美里
- 美術進行:高田修二、山口武治、河島那菜
- 大道具製作:岩崎隆史
- 大道具操作:佐藤隆弘
- アクリル装飾:相田雄一
- 電飾:斉藤誠二
- 技術協力:株式会社ニユーテレス
- 美術協力:フジアール
- メイク:ビューマックス
- 音響効果:北澤亨
- TK:TBG
- 編集:中野政幸（ヌーベルアージュ）
- MA:高山元（ヌーベルアージュ）
- CG:DRAGON POO PICTURES
- イラスト:タカミトモトシ
- 海外コーディネーター:Duo Creative
- リサーチ:清山智絵、石川由美子
- 編成:上田淳也、宮崎陽央
- 宣伝:河野裕之
- AD:濵田知佳、照屋航大、佐藤美由香、佐藤大空、矢澤永吉、青山皓亮、滝瀬彩花、内山皓太郎、端村歩乃花、大島一樹、高鍋遼太郎、平山高輝、荒木麻衣
- FD:濵野英典
- AP:宮坂優生、前田和美、早川和希
- ディレクター:関谷倫寿
- スタジオ演出:加賀谷健吾、田辺純平
- VTR演出:浅野克己、佐々木繁雄
- 演出:田島与真
- プロデューサー:渡邊宏、松岡満枝、内田安妃子、森美恵子、須山英治
- 制作協力:COLABORATION
- 製作:ジッピー、TBS